# 黄柄曲霉
黄柄曲霉（学名：Aspergillus flavipes）是属于散囊菌目发菌科曲霉属的一种真菌，可生长在土壤、粪、空气、酒曲、皮革、烟片、纸、烂布、面筋、单宁鞣液等基物上。该种分布于中国、海地、印度、印度尼西亚、日本、苏丹、泰国、英国、美国、扎伊尔等地。